# Ozerne (obwód żytomierski)
Ozerne (ukr. Озерне) – osiedle typu miejskiego na Ukrainie w rejonie żytomierskim obwodu żytomierskiego. Założone w 1959 roku.
Znajduje tu się baza lotnicza Ozerne.